# Carta d'imbarco

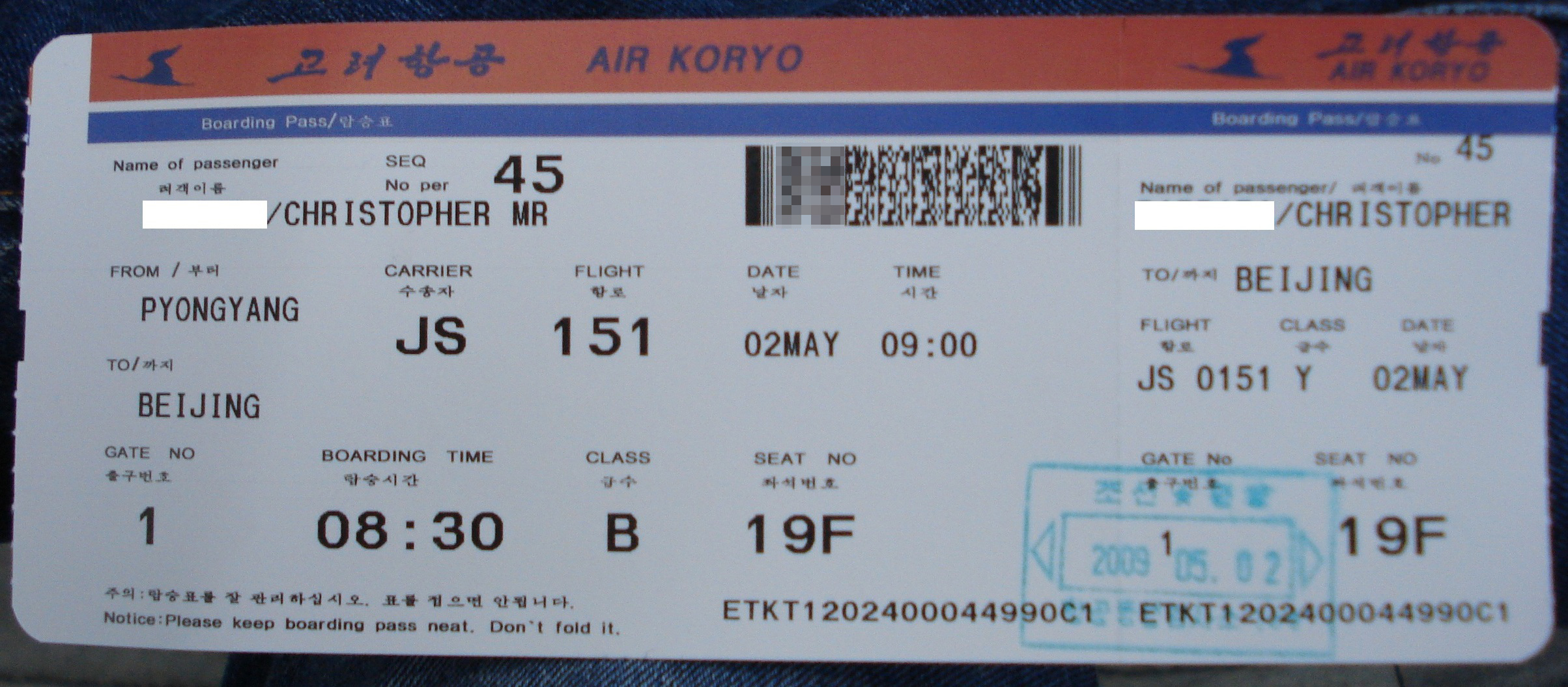
Carta d'imbarco

La carta di imbarco (boarding pass in inglese) è il documento, emesso dal vettore aereo, che si riceve al termine dell'accettazione in aeroporto e, come dice il nome, è necessario (in associazione ad un documento d'identità da esibire) per salire sull'aeromobile nelle procedure di imbarco.
Al banco dell'accettazione viene anche stampata un'etichetta (a forma di fascetta), analoga alla carta d'imbarco, che è apposta ad ogni bagaglio stivato.
Sulla carta d'imbarco è indicato il nome, il cognome, la provenienza e il numero del volo, il numero del gate d'imbarco.
La carta d'imbarco è divisa in due parti, una matrice ed una ricevuta. La matrice viene trattenuta al banco dell'imbarco, mentre la ricevuta rimane al viaggiatore e contiene informazioni quali l'ora di imbarco (in pratica, l'ora dalla quale al banco del gate comincerà l'accesso all'aereo), il numero e la classe del posto. Tramite la lettura del codice a barre della matrice si forma la «lista di carico» ovvero l'elenco dei passeggeri che sono materialmente saliti a bordo. 
La carta d'imbarco, inoltre, è personale, nominale e non cedibile. Essa viene verificata, insieme al documento d'identità, anche quando si passa attraverso le postazioni di sicurezza (cercametalli per accedere ai banchi dei gate).

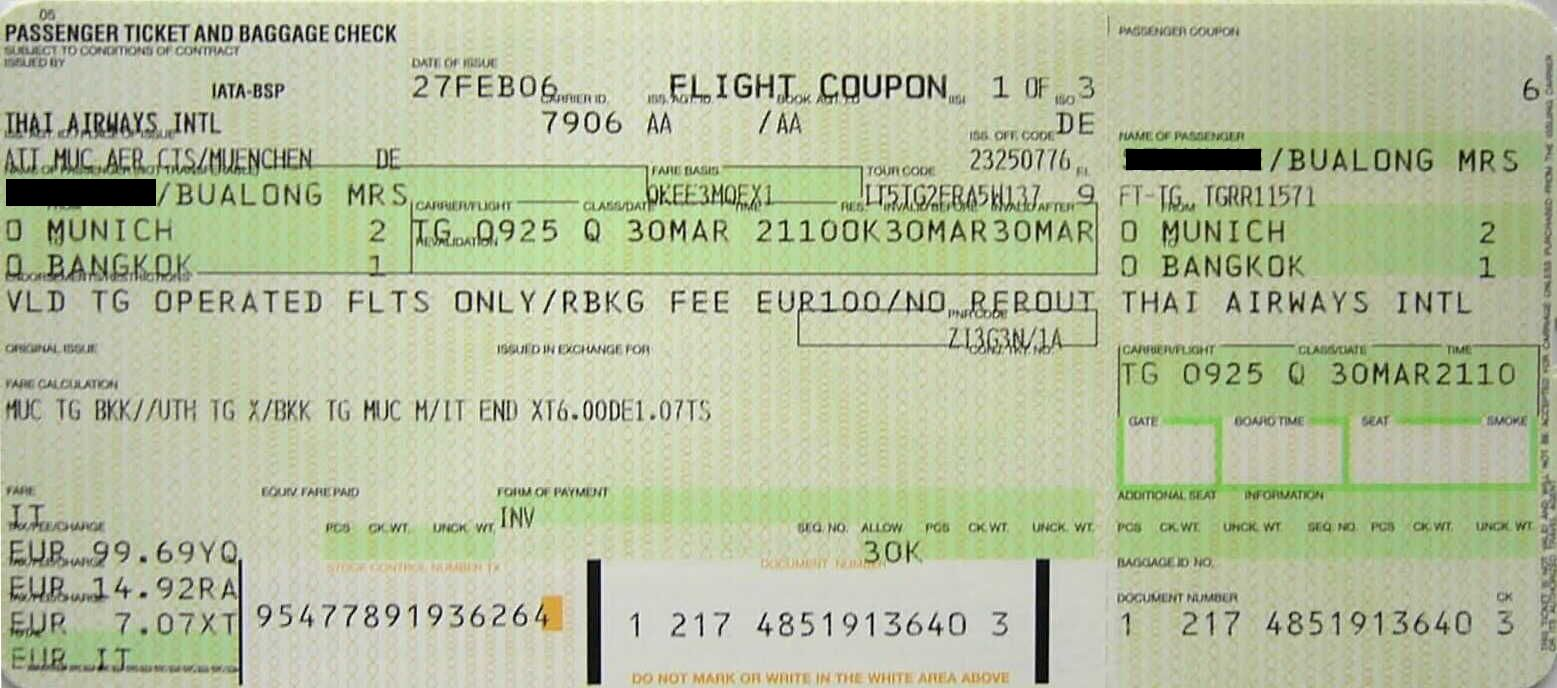
Biglietto aereo

La carta di imbarco non va confusa con il biglietto aereo che, invece, è il documento emesso dal vettore aereo (o, per conto del vettore, da un'agenzia di viaggi oppure un operatore turistico) che conferma la prenotazione (e relativo acquisto) di un determinato volo aereo e quindi attesta che quel volo è riservato ad una determinata persona per una certa data/ora. Il biglietto va consegnato (oppure si dichiarano gli estremi a voce insieme alla propria identità dato che comunque la prenotazione risulta sul sistema informatico del vettore) al banco dell'accettazione per avviare la relativa procedura di accettazione.
Ormai è sempre più diffusa la pratica dell'accettazione informatica (mediante sito web o app della compagnia aerea presso la quale si è acquistato il biglietto), che si può eseguire anche quando si giunge in aeroporto nelle postazioni riservate, e che permette di evitare la coda presso il banco di accettazione del vettore quando si ha solo il bagaglio a mano. I dati della carta d'imbarco possono essere stampati in formato pdf dall'utente o anche visualizzati sulla app del vettore, in modo da farli acquisire digitalmente (tramite il relativo codice QR presente sul documento), dagli appositi lettori elettronici, senza necessità del supporto cartaceo. Questo è un classico esempio di biglietto elettronico.